# Gladiator (entreprise)
La compagnie des Cycles Gladiator, puis Gladiator-Clément (1896) est une entreprise française fabriquant des cycles et des automobiles établie au Pré-Saint-Gervais entre 1891 et 1920.

## Histoire du constructeur

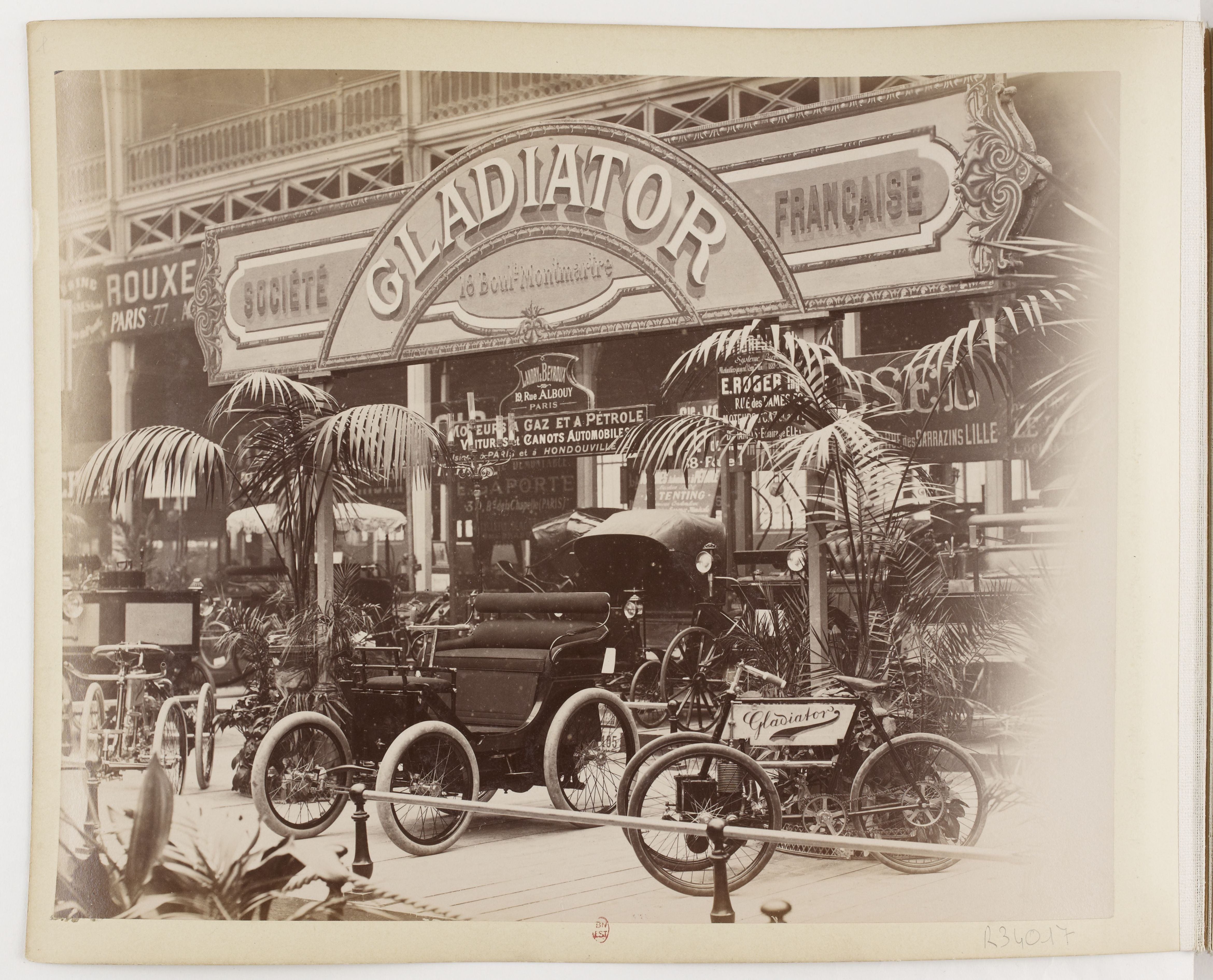
Gladiator en 1896 (Salon du cycle, Paris, photo de Jules Beau.

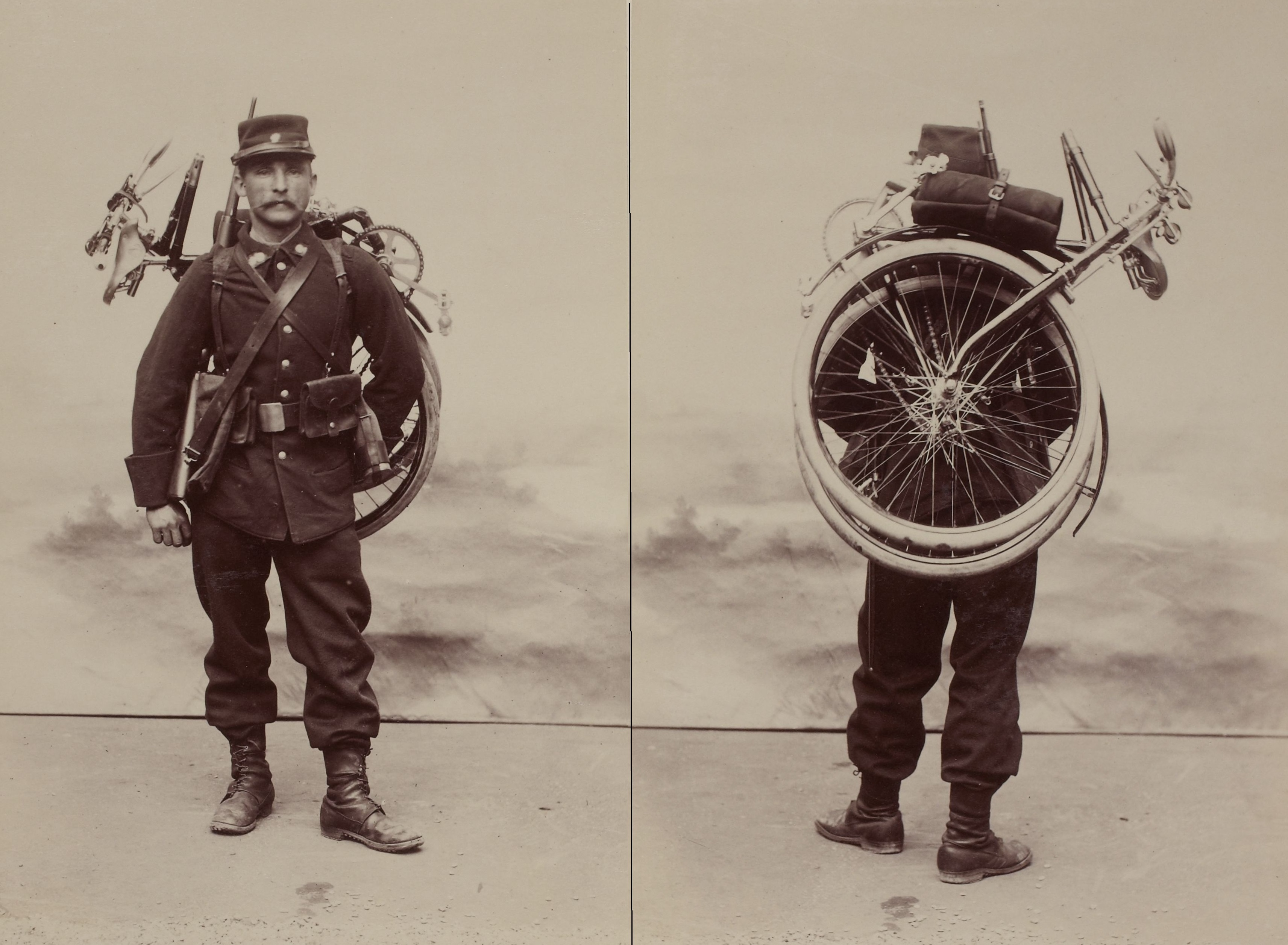
Soldat avec sa bicyclette pliante Gladiator (1896, photo Jules Beau).

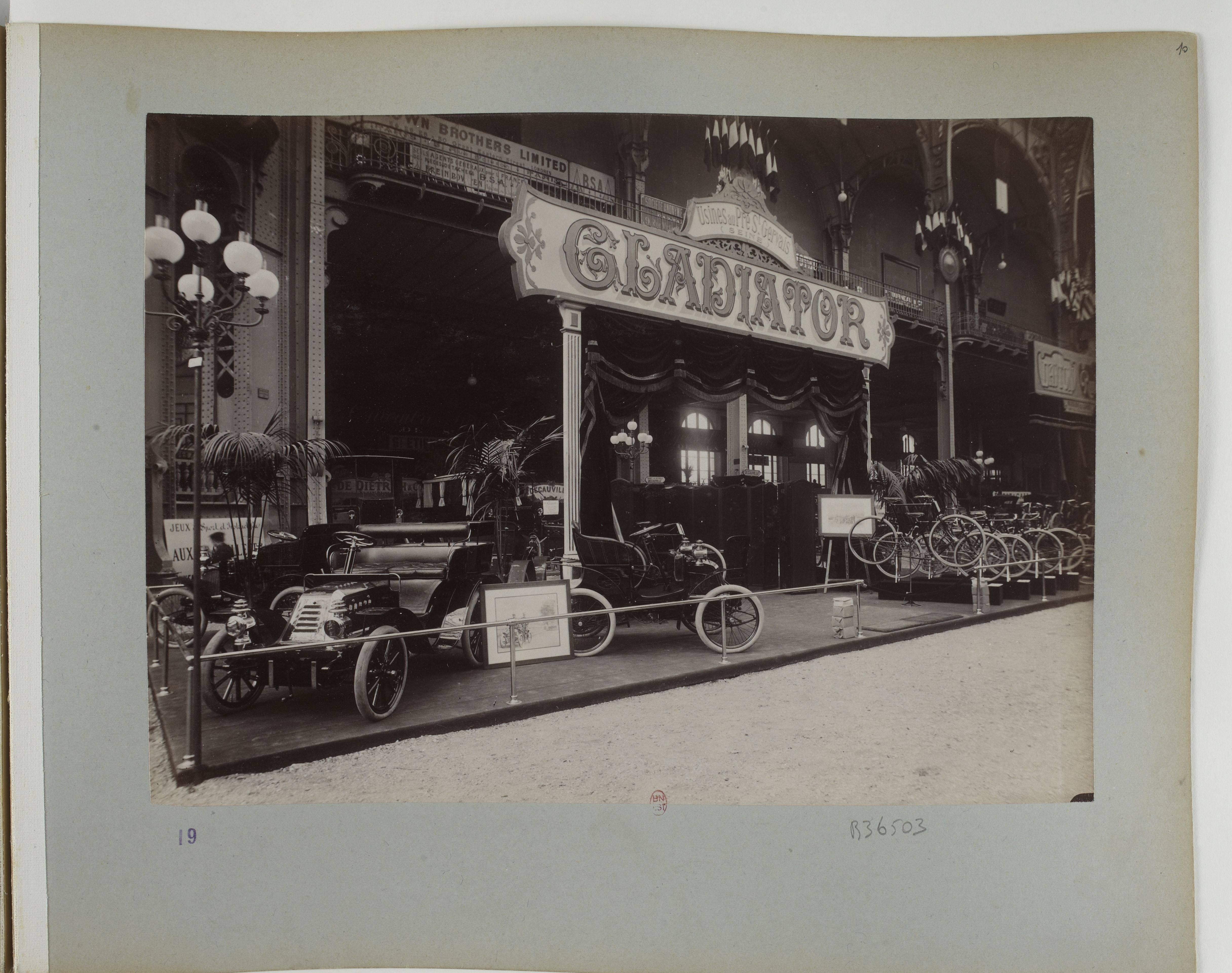
Stand Gladiator au Salon du cycle et automobile, Paris 1901.

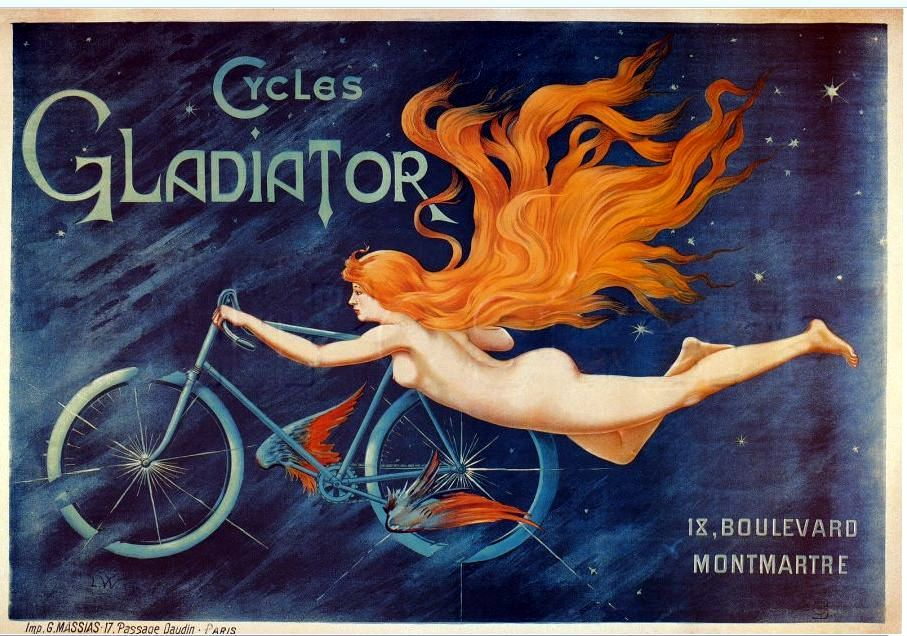
Affiche publicitaire par Georges Massias (1905).

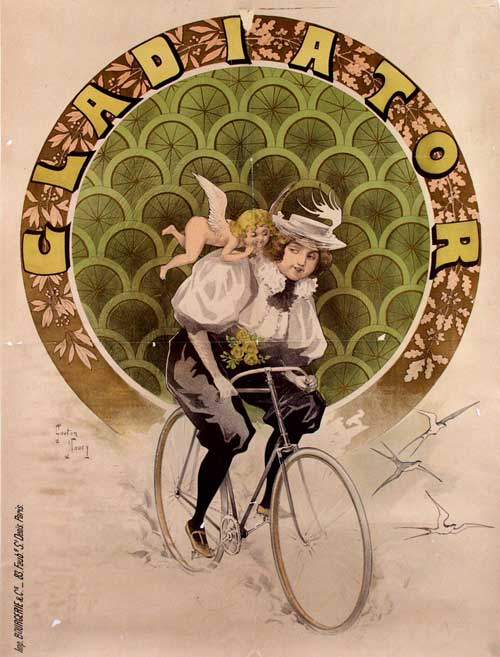
Affiche (vers 1910) de Gaston Noury.

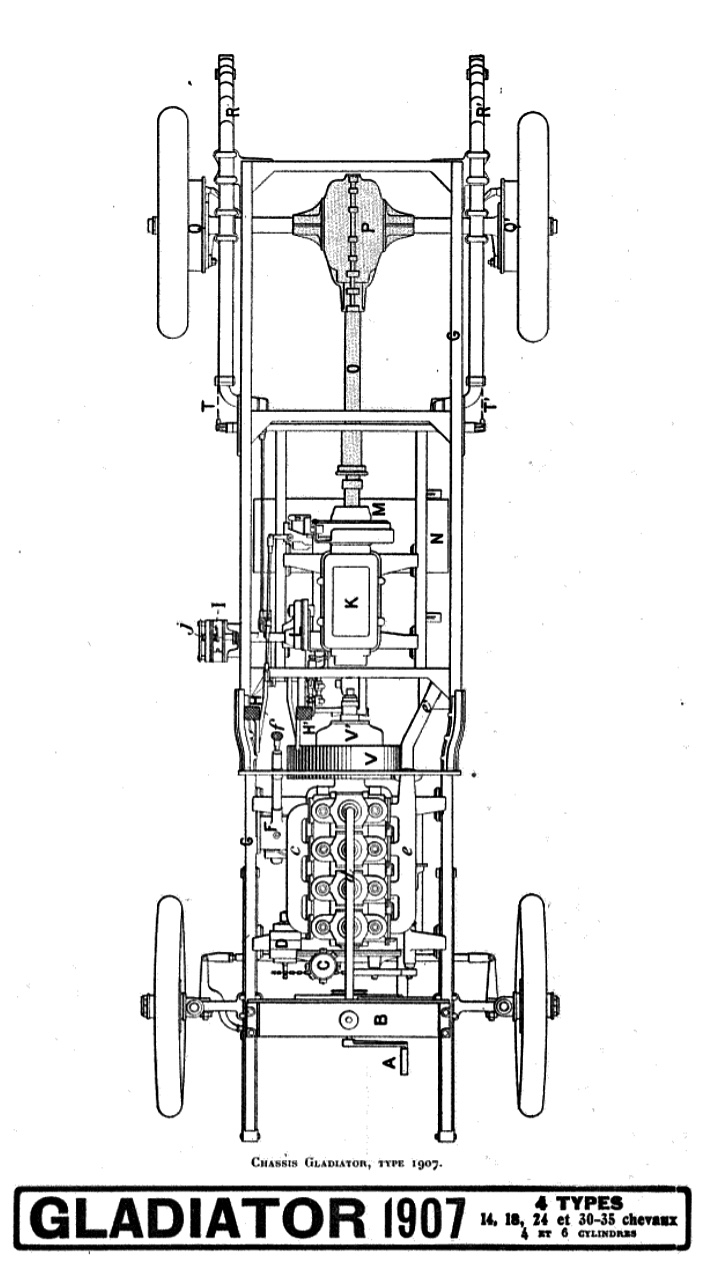
Gladiator Chassis (1907).

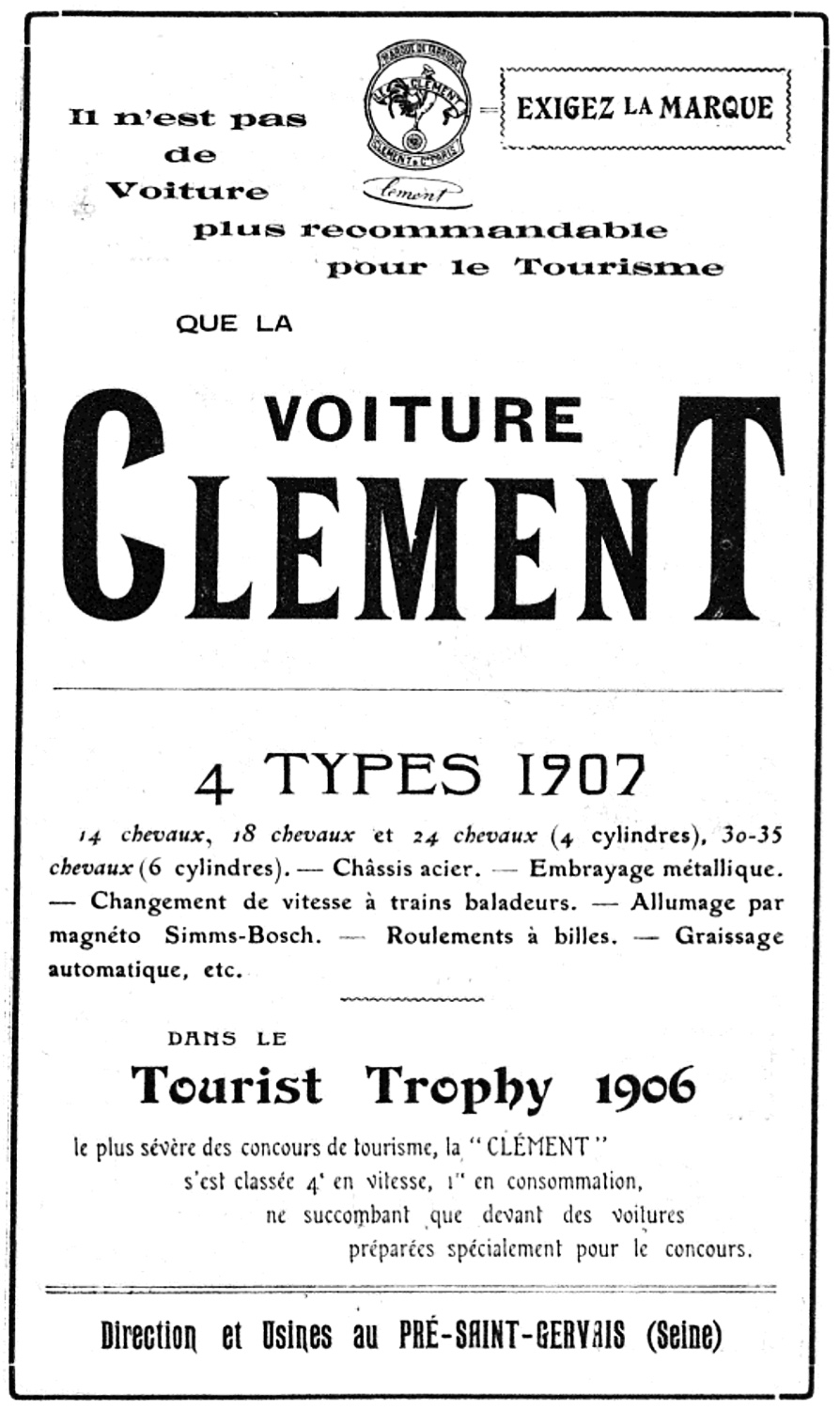
Clement (1907).

De 1891 jusqu'à sa disparition en 1920, la société appartient aux fondateurs Alexandre Darracq et Paul Aucoq. Elle est créée sous le nom de Société des cycles Gladiator.
En 1894, les coureurs cyclistes suivants courent sur Gladiator : Marius Allard, Édouard de Perrodil, Jean-Marie Corre.
En 1895, Gladiator produit son premier tricycle motorisé dont la combustion est à base de naphta.
En 1896, Adolphe Clément, Charles Chetwynd-Talbot, et Harry John Lawson, associés à Harvey du Cros (en) patron de Dunlop, prennent des participations dans l'entreprise et entreprennent de créer un conglomérat. À Londres, est lancée la société Clement Gladiator & Humber Limited, cotée en bourse, mais la fusion échoue, tandis qu'à Paris, elle se développe sous le nom de Clément-Gladiator mais les deux marques poursuivent leur existence.
En 1897, Alexandre Darracq est par ailleurs le fondateur d'une marque à son nom, les automobiles Darracq.
En 1898, ils construisent leur première automobile puis des motocyclettes.
En 1907, toujours sous le nom de la société Clément-Gladiator, quatre types de moteurs sont installés.
La 14HP avait un moteur quatre cylindres d’une cylindrée de 2 724 cm3 avec un alésage de 85 mm et une course de 120 mm.
La 18 HP avait un moteur quatre cylindres d’une cylindrée de 3 686 cm3 avec un alésage de 95 mm et une course de 130 mm. La 24 HP avait un moteur quatre cylindres d’une cylindrée de 4 849 cm3 avec un alésage de 105 mm et une course de 140 mm. La 30/35 HP avait un moteur six cylindres d’une cylindrée de 5 529 cm3 avec un alésage de 95 mm et une course de 130 mm.
Puis, en 1909, l'entreprise passe sous le contrôle de Vinot & Deguingand alors que le nom associé, Clément, est supprimé en 1907. La production est alors transférée à l’usine de Puteaux de Vinot et Deguingand.
Les ateliers du Pré-Saint-Gervais ont continué à fabriquer des bicyclettes mais la production du modèle de véhicules P ou PS de 1908 12hp fut également transférée à l'usine de Puteaux. Dès lors, le modèle P était également disponible en tant que Vinot Deguingand et resta en production jusqu'en 1910. C'était la dernière voiture conçue par Gladiator.
Le nom Gladiator a été abandonné pour les voitures en 1920.
Durant la Première Guerre mondiale, l'usine du Pré-Saint-Gervais fabrique des fusils mitrailleurs Chauchat.

## Galerie

Gladiator 3 1/2HP Phaeton de 1899.
Gladiator 3 1/2HP Phaeton de 1899.
Gladiator 6 1/2HP Tonneau de 1900.
Gladiator 6 1/2HP Two-seater de 1901.
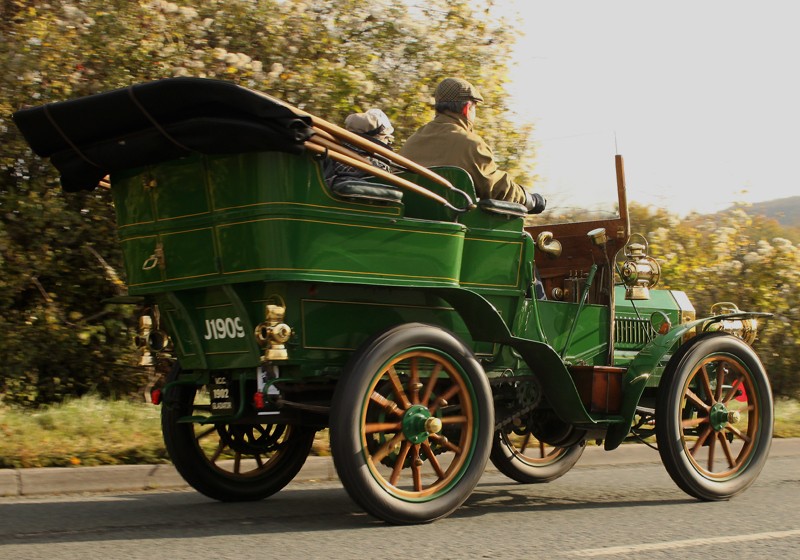
Gladiator 10HP Tonneau de 1902[4].
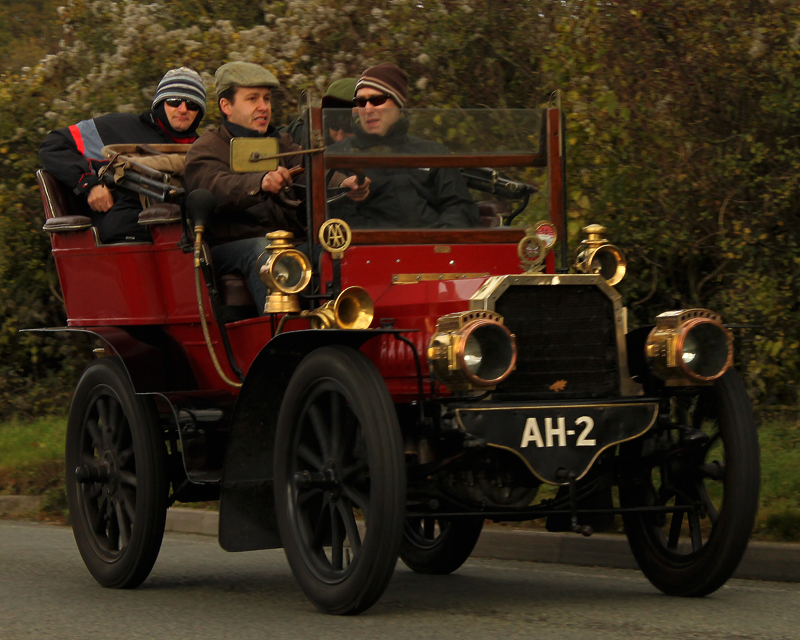
Gladiator 10HP Tonneau de 1903.
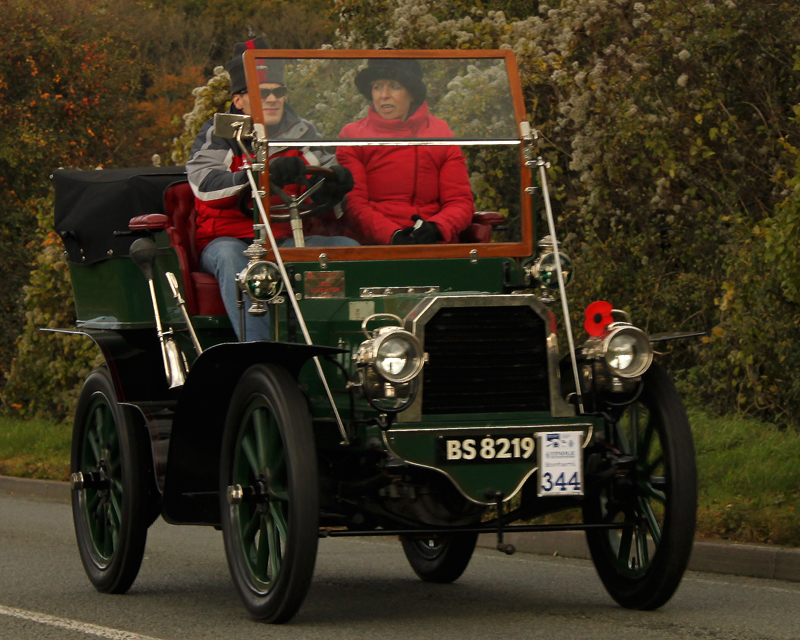
Gladiator 10HP Rear-entrance tonneau de 1903.
Gladiator 10HP Tonneau (347) de 1903 et Renault 10/12 HP Tonneau (355) de 1903.
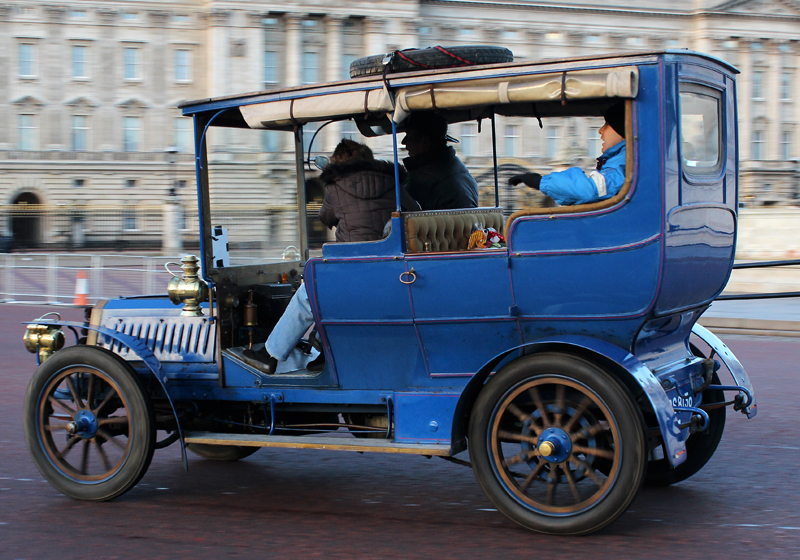
Gladiator 14 HP Demi-limousine de 1904.
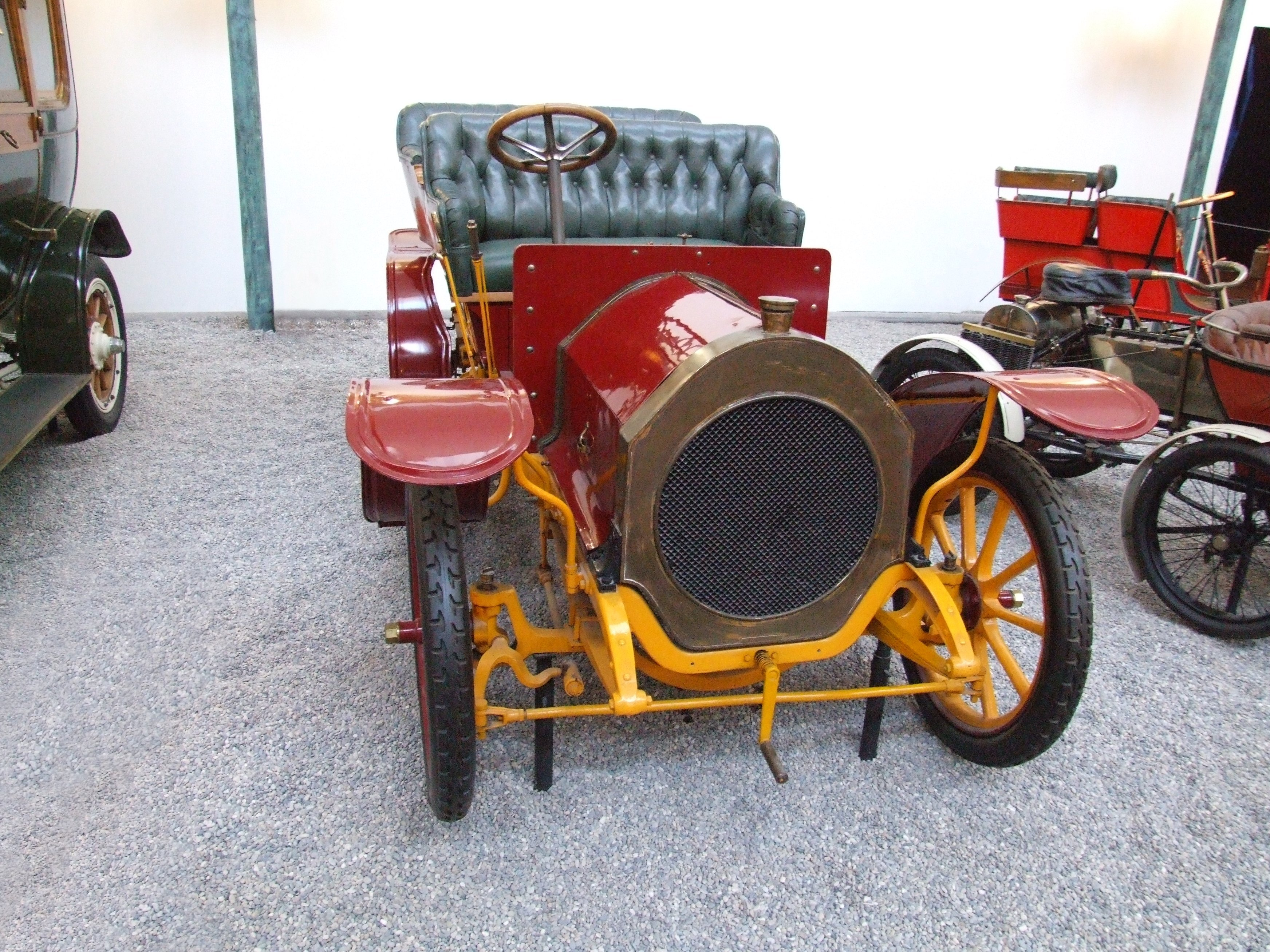
Gladiator Double Phaeton de 1907, 2 cylindres, 2 423 cm3, 12 CV, 45 km/h, Cité de l'automobile – Musée National – Collection Schlumpf, Mulhouse.
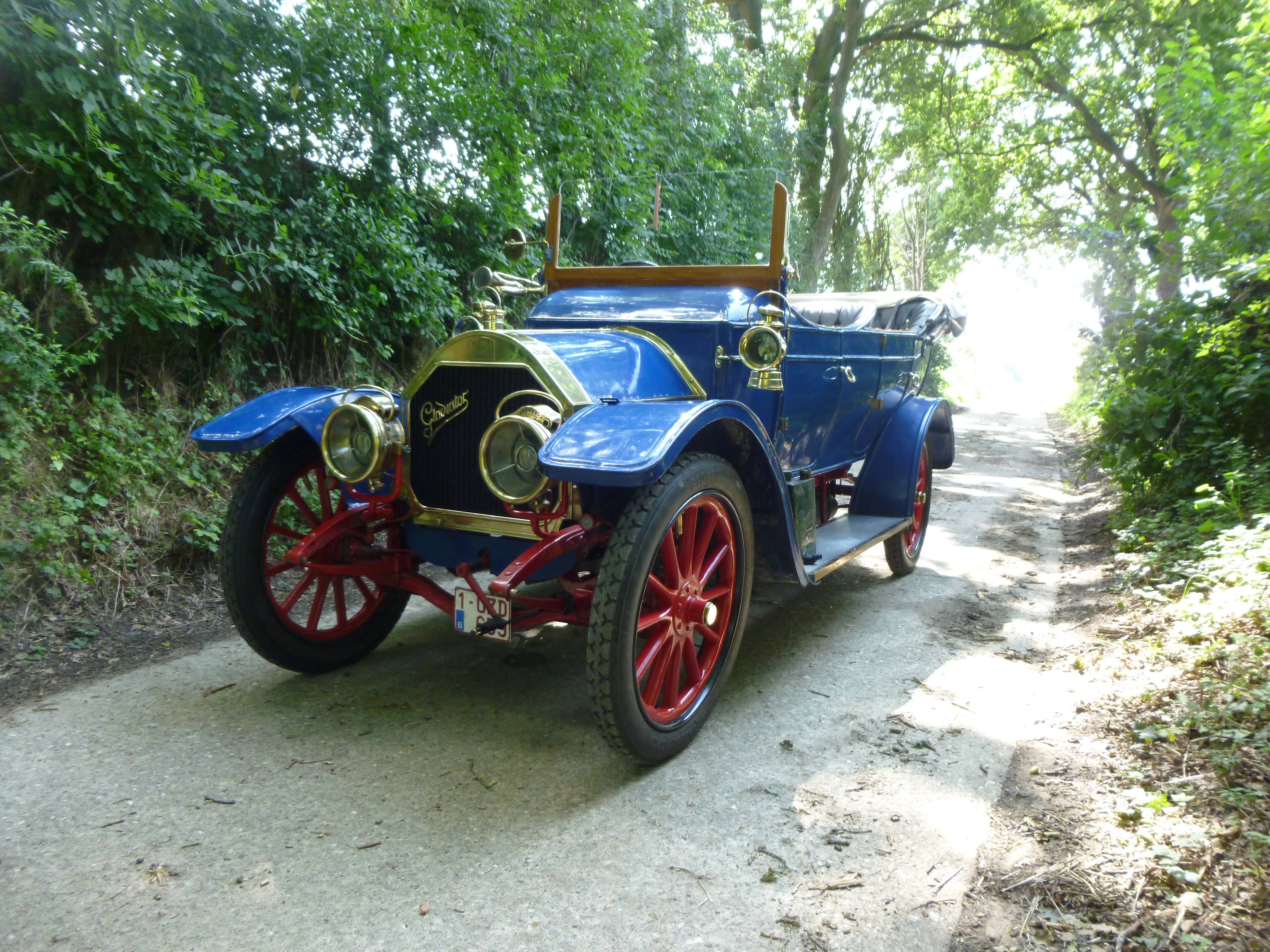
Gladiator type P 1910.